# Obłęd (zespół muzyczny)
Obłęd – polski zespół muzyczny założony we Wrocławiu w 2011 r. należący do sceny Rock Against Communism. Zespół zaliczany jest również do sceny tożsamościowej/patriotycznej oraz hatecore. Występował między innymi na festiwalu Orle Gniazdo. Wśród części środowisk i publicystów twórczość oraz działalność zespołu wzbudza kontrowersje, a często także zdecydowany sprzeciw. W szczególności pojawiają się między innymi oskarżenia o neonazizm, którym artyści zaprzeczają. Zespół uznawany jest za jeden z czołowych polskich wykonawców sceny nacjonalistycznej.

## Historia
Zespół został założony w 2011 r. we Wrocławiu. Do 2023 r. grupa zagrała kilkaset koncertów na całym świecie. W Polsce występował między innymi na festiwalu Orle Gniazdo, w tym edycja I w dniach 28-30.06.2013 r., edycja II w dniach 3-6.07.2014 r., edycja III w dniach 10-12.07.2015 r., edycja IV w dniach 15-17.07.2016 r., edycja V w dniach 14-16.07.2017 r. oraz na festiwalu Jedność to Siła, który odbywał się w dniach 8–9.08.2014 r. w Zwierzewie. We Wrocławiu Obłęd wystąpił wraz z zespołami Legion Twierdzy Wrocław, Nordica oraz The Firm z Rotterdamu w dniu 5.09.2015 r. na koncercie towarzyszącym Międzynarodowemu Turniejowi Kibiców. Pośród innych koncertów można dalej wymienić koncert pamięci Iana Stuarta Donaldsona, twórcy zespołu Skrewdriver, oraz Mariusza „Szczerego” Szczerskiego, wokalisty zespołu Honor, jaki miał miejsce w dniu 24.08.2013 r..
W kwietniu 2018 r. przeprowadzona zostąła akcja Agencji Bezpieczeństwa Wewnętrznego i policji skierowana – według tych służb i części autorów późniejszych publikacji – przeciwko neonazistom. Okazją do podjęcia działań miał być zaplanowany koncert w Dzierżoniowie. Po tej akcji Obłęd był jednym z wykonawców wobec których prokuratura skierowała akt oskarżenia dotyczący propagowania zakazanych idei, tj. zarzuty dotyczące wzywania do nienawiści na tle rasowym i narodowościowym oraz publicznego propagowania nazizmu i faszyzmu. Mimo to uznaje się, iż w zasadzie akcja zakończyła się fiaskiem, w opiniach wyrażanych zarówno przez zwolenników sceny nacjonalistycznej jak i jej przeciwników.
Zespół prowadzi swoje oficjalne profile na portalach internetowych. Między innymi od 25.08.2014 r. posiada swój profil na portalu YouTube.

## Skład i współpraca
Skład zespołu:
- „Kadi”, Robert Osolinsz – gitara basowa, śpiew
- „Czerwony”, Wojciech Czerwiński – gitary[1][20]
- „Krzesa”, Maciej Jaworski – perkusja[1].

Członkowie zespołu Obłęd wywodzą się z subkultury skinhead, do czego sami się przyznają, także w swojej twórczości. Przykładem jest utwór „Nasza Walka”: Ja dziś wam opowiem, jak kiedyś byłem skinem .... Sami członkowie deklarują, że są polskimi patriotami i nacjonalistami.
Dwóch członków Obłędu było wcześniej członkami zespołu Konkwista 88. Są to „Kadi” (były basista zespołu Konkwista 88) i „Czerwony”. Natomiast trzeci członek zespołu – „Krzesa” – był niegdyś członkiem Nowego Ładu.

## Stylistyka muzyczna i przekaz
W różnych opracowania muzyka zespołu zaliczana jest do takich nurtów stylistycznych jak RAC (Rock Against Communism), groove metal, a w niektórych utworach także thrash metal. Natomiast po względem tekstów i poruszanych w nich tematach wymienia się tematy związane ze przekazem patriotycznym, tożsamościowym, nacjonalistycznym i antykomunistycznym. Ponadto pojawiają się utwory nawiązujące w swojej treści do tematów związanych ze środowiskiem chuligańskim. Całość plasuje zespół także na scenie hatecore.

## Dyskografia
Albumy:
- Powrót na front (Full-length,	Strong Survive Records, 2011 r.; European Heritage, 2021 r.)[1][5][24]
- International Apocalypse (Split, Strong Survive Records, 2011 r.)[1][24]
- 100% Obłęd (Full-length, Rebel Sound, 2012 r.)
- Bo tu jest Polska! (Full-length, Rebel Sound, 2013 r.)[1][5][24]
- 13 nowych ciosów (Full-length, Rebel Sound, 2015 r.)[1][24][25]
- Podróż poprzez obłęd / 5-lat rebelii (Full-length, Rebel Sound, 2016 r.)[1][2][24]
- Złe wujki (EP, Rebel Sound, 2017 r.)
- W mojej głowie (Compilation, H8 Records, 2019	r.)
- Czerwona demokracja (Full-length, Rebel Sound, 2019 r.)
- Obłęd & Bandeira de Combate (Split, Rebel Sound, 2019 r.)[1][24].

Kompilacje:
- „Pamiętamy bohaterów”, album: I Stand with Golden Dawn (PC Records, CD, 2014 r.)
- „White Death”, „Moje życie”, „81” (cover utworu z repertuaru Konkwisty 88), album: Day of the Rope Vol. VI (Strong Survive Records, 2014 r.)
- „Remember”, „81” (cover utworu z repertuaru Konkwisty 88), album: Unbroken Brotherhood - Compilation of the Polish-Hungarian Solidarity (Sons of Europe Productions, 2014 r.)[1]
- „Antysystem”, album: Solidarni z górnikami (Nasz Sklep – NS008, 2017 r.)[26][27]
- „Droga bez odwrotu”, album: Defend Rock Against Communism Vol. 2 (2022 r.)[1].

Inne kompilacje:
- Various – Defend RAC Vol. 1 + Bonus, 2018 r., poz. 2 utwór „Za honor po grób”[28]
- Various – „Festiwal Orle Gniazdo Vol. 1”, 2014 r., poz. 7 utwór „Kolorowy Świat”[29]
- Various – „Festiwal Orle Gniazdo – Wydanie jubileuszowe”, 2017 r., poz. 17 utwór „Wierzę W Polskę”[30].

## Opinie i kontrowersje
Zespół uznawany jest za jedną z czołowych grup muzycznych sceny tożsamościowej i RAC (Rock Against Communism). Według niektórych autorów jest to wręcz najlepszy zespół w ramach tej sceny od czasów Konkwisty 88 i Honoru. Muzycy znani są także z bardzo dobrych, energetycznych koncertów. Utwór „Bo tu jest Polska” był nieoficjalnym hymnem Marszu Niepodległości w 2013 r.. Obłęd, na równi z Legionem Twierdzy Wrocław, uznaje się za najważniejszy zespół z Dolnego Śląska, wokół którego grupuje się środowisko nacjonalistyczne z południa, między innymi z Wrocławia, Dzierżoniowa, Bielawy i Opola.
Niewątpliwe zespół mający tak dużą popularność w ramach sceny nacjonalistycznej wzbudza bardzo duże kontrowersje, sprzeciw, czy według niektórych autorów wręcz nienawiść, innych środowisk, szczególnie lewicowych i liberalnych. Zespół pojawia się więc w publikacjach dotyczących współczesności o tematyce antynacjonalistycznej, antyfaszystowskiej, czy przeciwnej subkulturze skinhead i związanej z nią sceną muzyczną. W tych kręgach zespół i jego członkowie uznawani są za neonazistów lub neofaszystów. Pośród mediów, które szczególnie ostro i często wymieniały ten zespół we wskazanym kontekście, są między innymi Gazeta Wyborcza, TVN czy Polsat.
Powyższe oskarżenia, wielokrotnie powtarzane i propagowane w mediach, doprowadziły do licznych problemów związanych organizacją koncertów. Znacznie poważniejsze problemy związane są jednak z kwestiami prawnymi. Muzycy twierdzą, że są nękani przez służby oraz policję. W 2023 r. przeciwko członkom zespołu toczyły się dwie sprawy z zarzutami, które według nich są absurdalne, jak ten o wykonywanie piosenki „Wierzę w Polskę”, w tekście której nie ma jakichkolwiek treści propagujących totalitarny ustrój państwa. Patowa sytuacja prawna doprowadziła nawet do publicznej zbiórki pieniędzy na pokrycie kosztów pomocy prawej dla zespołu, choć jak wskazują inne źródła zarzuty dotyczyły propagowania faszyzmu, a sprawy te rozpoczęły się 2022 r..
Zespół zaprzecza powyższym oskarżeniom, także w niektórych swoich utworach muzycznych, nazywając oskarżycieli wprost kłamcami i oszczercami. Przykładowo w odniesieniu do Gazety Wyborczej, na łamach której nazwa zespołu w powiązaniu z powyższymi supozycjami występowała dość często, taką odpowiedź wyrażono w utworze „Wyborcza”.